# Röhrsdorf (Dohna)

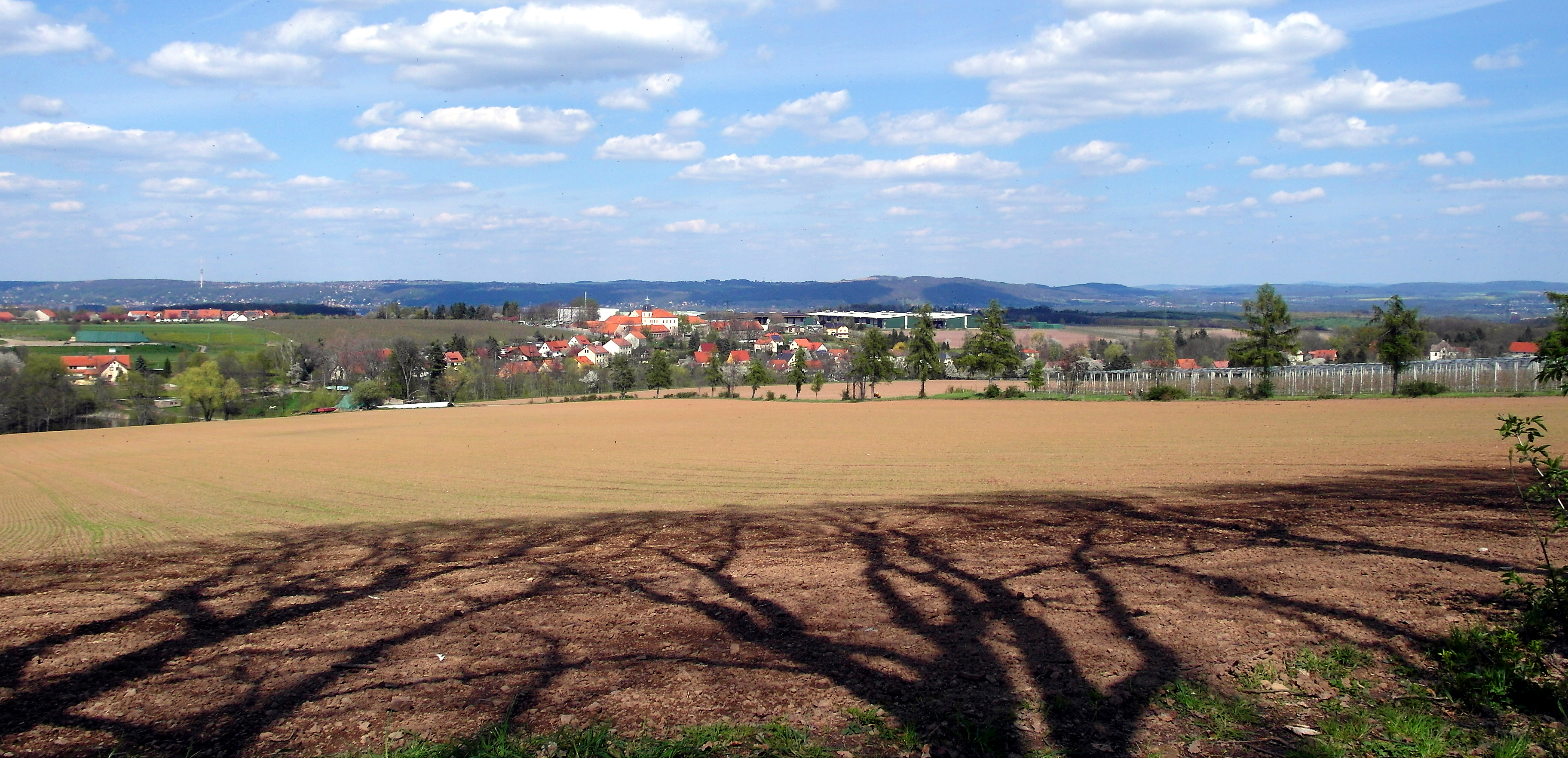
Röhrsdorf (Dohna): Ortslage von Süden gesehen

Röhrsdorf ist ein Ortsteil der Stadt Dohna im Landkreis Sächsische Schweiz-Osterzgebirge, Sachsen. Er ist außerdem zentraler Ort der Ortschaft Röhrsdorf, zu der sieben weitere Dohnaer Ortsteile in der Umgebung gehören. Röhrsdorf und das benachbarte Borthen sind bekannt für das Obstbaugebiet in ihrer Umgebung.

## Geographie
Röhrsdorf liegt reichlich drei Kilometer westlich der Dohnaer Altstadt nahe der Stadtgrenze zu Dresden. Es befindet sich auf der Hochfläche zwischen Lockwitzbach im Westen und Müglitz im Osten südlich des Elbtalkessels. Röhrsdorf liegt an der Briese, die später zur Rietzschke wird, einem linken Nebenfluss der Müglitz. Der Obstbau prägt den Ort und sein Umland. Besonders häufig sind Apfelbäume.
Angrenzende Dohnaer Ortsteile sind Borthen im Westen und Norden, Bosewitz, Gorknitz und Sürßen im Osten sowie Tronitz im Süden. Südlich benachbart ist außerdem der Kreischaer Ortsteil Wittgensdorf. Nächster Ort in nordwestlicher Richtung, allerdings von der Gemarkung Röhrsdorf durch Borthener Flur getrennt, ist Burgstädtel.
Röhrsdorf erstreckt sich entlang der Hauptstraße. Sie führt von Gorknitz kommend in Süd-Nord-Richtung durch den Ort und weiter zur Röhrsdorfer Straße nach Borthen. Dort besteht Anschluss an die Staatsstraße 175 und über diese nur wenige Meter weiter auch an die Bundesautobahn 17 (Anschlussstelle Heidenau). Von der Hauptstraße zweigt die Schäfereistraße ab, die als Steinbergstraße in Richtung Maxen führt. Weitere benannte Straßen im Ort sind Bornweg, Briesenweg, Friedhofsstraße, Mühlweg, Am Graben, Am Landgut und Am Park. An den ÖPNV ist Röhrsdorf über zwei Buslinien angebunden: Die Linie 89 der Dresdner Verkehrsbetriebe sowie die Linie B des Reisedienstes Dreßler.
Zur Ortschaft Röhrsdorf gehören alle Ortsteile Dohnas, die westlich der Kernstadt liegen. Dies sind Borthen, Bosewitz, Burgstädtel, Gamig, Gorknitz, Sürßen und Tronitz sowie Röhrsdorf selbst. Ein Ortsvorsteher leitet die Ortschaft, der Ortschaftsrat besteht aus acht Mitgliedern.

## Geschichte

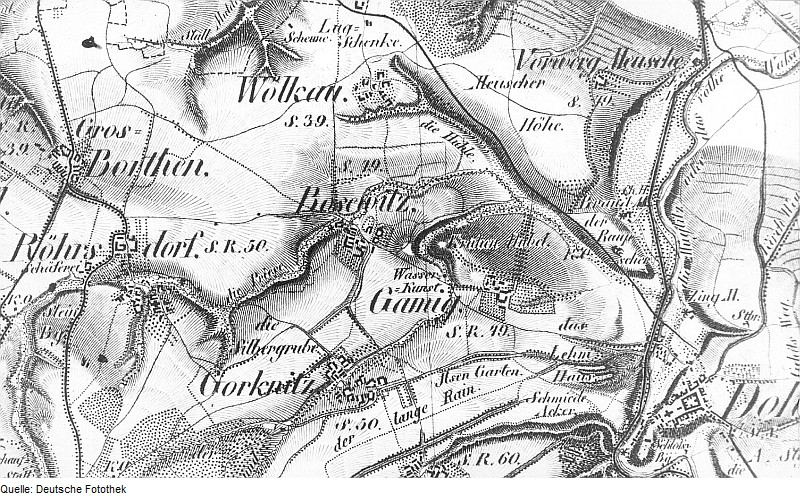
Röhrsdorf auf einer Karte aus dem 19. Jahrhundert

Der aus dem Deutschen stammende Ortsname leitet sich ab von Rüdiger, dem Vornamen eines Lokators, und bedeutet somit „Dorf eines Rüdiger“. Es wurde 1436 erstmals als „Rudigistorff“ erwähnt, ein Jahr später dann als „Rudigerstorff“. Bereits 1451 hat sich der Ortsname durch den Wegfall unbetonter Silben stark zu „Rurßdorff“ verkürzt. Bis ins frühe 17. Jahrhundert tauchen zahlreiche weitere Schreibweisen auf, darunter „Ruderstorff“, „Rorßdorff“ und „Rürßdorf“. Im Jahre 1555 wurde der Ort „Windisch Rurßdorff“ genannt, was darauf hinweist, dass es sich möglicherweise um eine alte slawische Siedlung handelt (abgeleitet von „Wenden“). Zudem war schon frühzeitig eine Unterscheidung von gleichnamigen Orten erforderlich, da der Ortsname Röhrsdorf im Ostmitteldeutschen Dialektraum relativ häufig ist – allein neunmal gibt es ihn in Sachsen. So hieß der Ort 1517 „Kleyn Rursdorf“, 1791 „Röhrsdorf, bey Borthen“ und 1875 „Röhrsdorf b. Pirna“. Selbst dann noch wurde der Ort mitunter auch als „Kleinröhrsdorf“ bezeichnet – im Unterschied zum nur sieben Kilometer weiter südlich gelegenen „Großröhrsdorf b. Pirna“, heute ein Ortsteil von Liebstadt.
Bereits in der Zeit um die Ersterwähnung existierte in Röhrsdorf ein Vorwerk des Rittergutes Borthen, dem der Ort im 16. Jahrhundert unterstand. Röhrsdorf entstand als Platzdorf, das im Laufe der Jahrhunderte durch Häuslerabbau erweitert wurde. Nördlich und etwas abseits der eigentlichen Ortslage entwickelte sich im späten 16. Jahrhundert ein großes Einzelgut, das Rittergut Röhrsdorf. Um Röhrsdorf bildete sich eine Guts- und Bauernblockflur heraus, die im Jahre 1900 etwa 275 Hektar groß war. Das Rittergut befand sich im Laufe der Jahrhunderte unter anderem im Besitz der Herren von Neitschütz, der Grafen Vitzthum von Eckstädt, der Herren von Wolffersdorf und der Herren von Carlowitz.
Die Verwaltung oblag seit dem 16. Jahrhundert dem Amt Pirna, 1856 dann dem Gerichtsamt Pirna. Auf Grundlage der Landgemeindeordnung von 1838 erlangte Röhrsdorf Selbständigkeit als Landgemeinde. Diese war 1874 Teil der Amtshauptmannschaft Pirna, in der DDR-Zeit zählte Röhrsdorf zum Kreis Pirna. Am 1. Januar 1993 fusionierte die Gemeinde Röhrsdorf mit den Gemeinden Borthen und Gorknitz; der Name der auf diese Weise entstandenen neuen Gemeinde lautete ebenfalls Röhrsdorf. Mit der Eingemeindung in die Stadt Dohna zum 1. Januar 1999 ging aus der Gemeinde die Ortschaft Röhrsdorf hervor.
Seit 2001 existiert im Ort auf dem Gelände des ehemaligen Wirtschaftshofes des Schlosses der „Sächsisch-Böhmische Bauernmarkt“, ein Einkaufsmarkt bestehend aus verschiedenen Geschäften, in denen sächsische Waren auch von Bauernhöfen aus der Gegend wie auch böhmische Lebensmittel oder auch das dort angebaute Obst verkauft werden, einer Gaststätte und einer Veranstaltungsscheune. Auf dem Gelände finden über das Jahr verteilt viele Veranstaltungen statt, die fast alle jährlich wiederholt werden, unter anderem auch das Borthener Blütenfest.

## Einwohnerentwicklung
| Jahr    | Einwohner                                 |
| ------- | ----------------------------------------- |
| 1547/52 | 10 besessene Mann, 5 Häusler, 12 Inwohner |
| 1639    | 10 besessene Mann, 5 Gärtner, 12 Häusler  |
| 1764    | 7 besessene Mann, 10 Häusler              |
| 1815    | 208                                       |
| 1834    | 263                                       |
| 1871    | 317                                       |
| 1890    | 459                                       |
| 1910    | 401                                       |
| 1925    | 376                                       |
| 1939    | 330                                       |
| 1946    | 374                                       |
| 1950    | 384                                       |
| 1964    | 393                                       |
| 1990    | 234                                       |

## Schloss Röhrsdorf

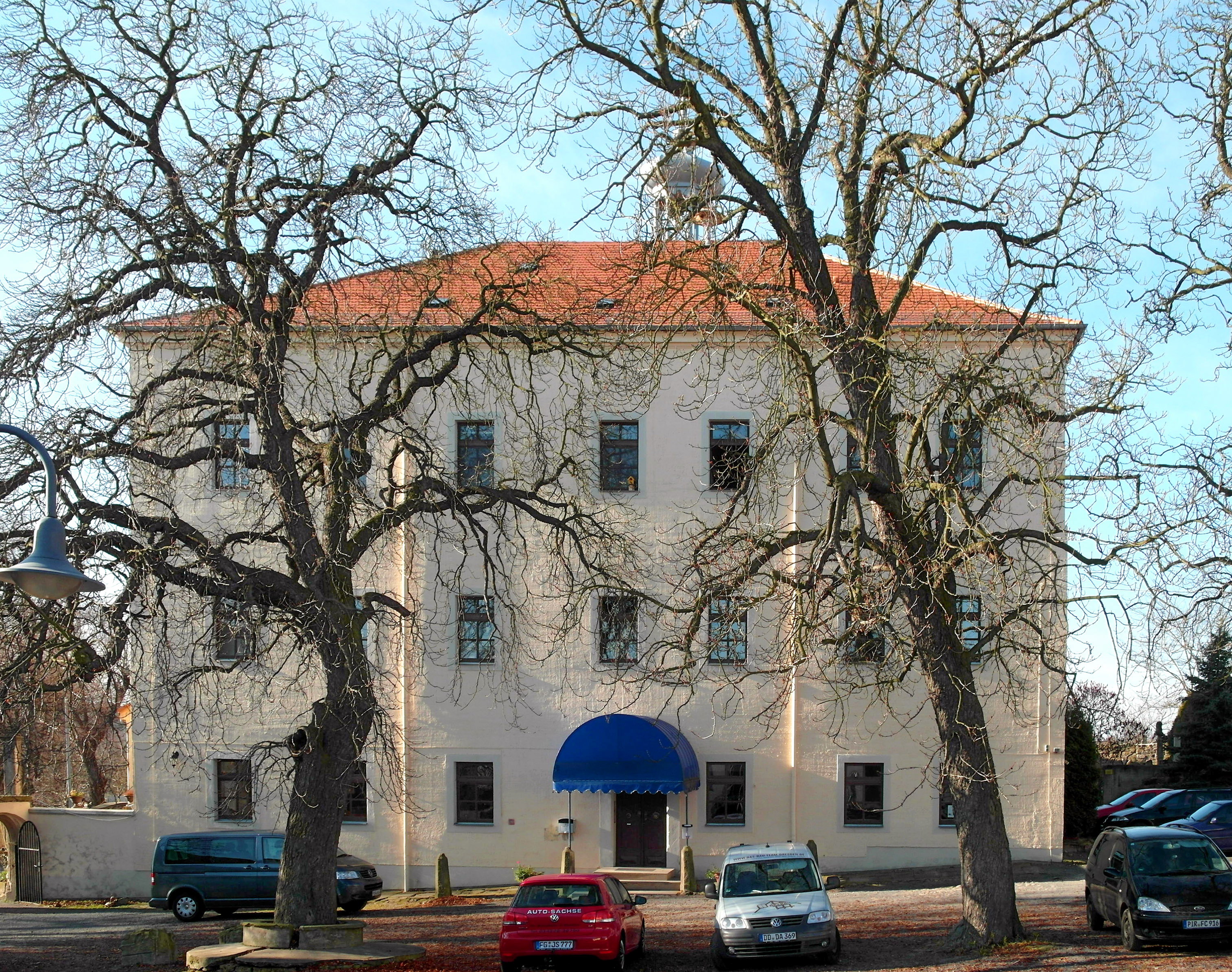
Rittergut Röhrsdorf, Schloss

Mitglieder der Familie von Carlowitz ließen im 18. Jahrhundert auf dem Rittergutsgelände das Schloss Röhrsdorf errichten. Im Jahre 1771 entstand die Parkanlage im Röhrsdorfer Grund und 1787 das Orangeriegebäude im Schlosspark mit den Figuren „Bacchus“ und „Flora“ des Dresdner Bildhauers Johann Gottfried Knöffler (nach dem Abriss des Orangeriegebäudes im Jahre 1970 wurden die Figuren 1980 im Park des Gutes Gamig aufgestellt). Nach einem Brand 1890 wurde das Röhrsdorfer Schloss wieder aufgebaut. In der DDR-Zeit diente es als Landwirtschaftsschule. Nach der Wende erwarb ein Investor das Gebäude, baute es zu einem Landhotel um, ging jedoch fünf Jahre später in Konkurs. Von 1994 bis 2001 befand sich abermals ein Hotel im Röhrsdorfer Schloss. Gegenwärtig dient es als Domizil einer Künstlergemeinschaft.

## Kirche Röhrsdorf

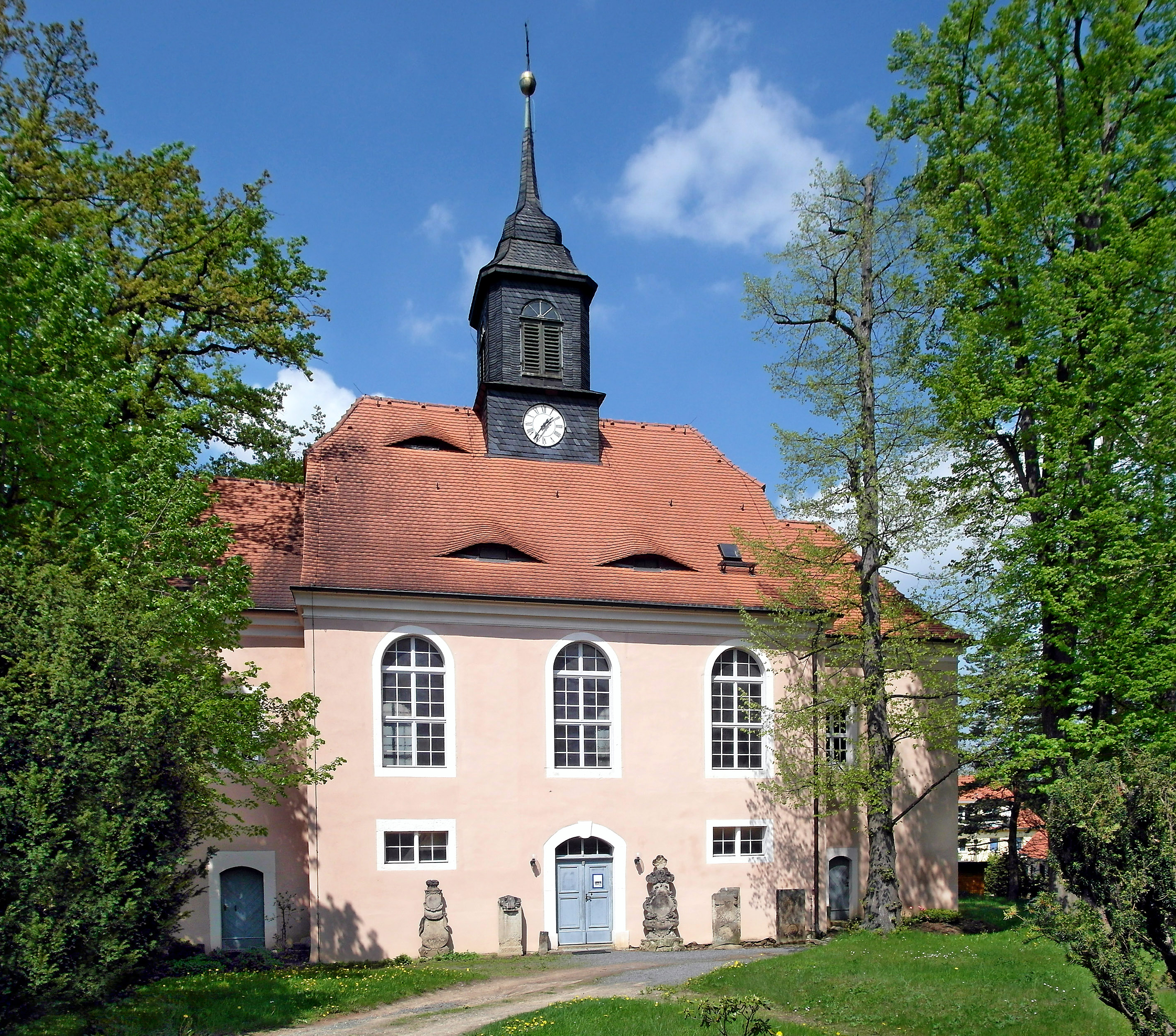
Kirche Röhrsdorf

Die evangelische Kirche von Röhrsdorf steht im südlichen Teil des Ortes an der Hauptstraße. Bereits um 1500 war sie eine Pfarrkirche, 1539 bis 1542 dann Filialkirche der Dohnaer Marienkirche. Anschließend war sie erneut Pfarrkirche, 1749 errichtete man einen Neubau. Seit 1847 eingepfarrt waren und sind Groß- und Kleinborthen sowie Burgstädtel. Seit 1932 ist die Röhrsdorfer Kirche eine Filialkirche der Schlosskirche Lockwitz. Beide Kirchen gehören heute zum Kirchspiel Dresden Süd. Südlich außerhalb des Ortes, an der Friedhofsstraße, liegt der Röhrsdorfer Friedhof.

## Wüstung Primselwitz
In der Röhrsdorfer Flur liegt die Wüstung Primselwitz. Das Dorf befand sich zwischen Röhrsdorf und Wölkau. Im Jahre 1412, noch vor der Ersterwähnung Röhrsdorfs, bestand in dem damals „Prymselwicz“ genannten Dorf bereits ein Vorwerk. Der Ort bildete 1547 mit Röhrsdorf eine Gemeinde. Weitere in Urkunden gebräuchliche Schreibweisen waren „Primssewicz“, „Princzelwicz“, „Prynczig“, „Prinstitz“, „Princiwicz“ sowie „Primczlicz“. Der Ort ging in Röhrsdorf auf, möglicherweise gehörte auch der Osten der Großborthener Flur früher zu Primselwitz.